# Dolmen de Marie-Gaillard
Le dolmen de Marie-Gaillard, appelé aussi Les Teyssounières, est un dolmen situé à Martiel, dans le département de l'Aveyron en France.

## Protection
L'édifice est classé au titre des monuments historiques en 1978.

## Description
Le tumulus est de forme ronde et s'étend sur 15 mètres de diamètre. La chambre sépulcrale mesure 2,20 mètres de long par 1,40 mètre de large. Au niveau du fond de la chambre, une construction en pierres sèches, qui ressemble à une cheminée, vient s’intercaler entre l'extrémité de la dalle de chevet et l'orthostate droit. Il s'agit vraisemblablement d'un ajout plus récent consécutif à une réutilisation de l'édifice comme abri. Le dolmen est orienté selon l'azimut 114°.
| Dalle                                         | Longueur | Épaisseur | Largeur |
| --------------------------------------------- | -------- | --------- | ------- |
| Table                                         | 3 m      | 0,50 m    | 2,30 m  |
| Orthostate droit                              | 2,10 m   | 0,22 m    | 1,20 m  |
| Orthostate gauche                             | 2,90 m   | 0,30 m    | 1 m     |
| Chevet                                        | 1 m      | 0,10 m    | 0,80 m  |
| Données : Inventaire des mégalithes de France |          |           |         |

|                                                                      |  |  |
| Crâne trouvé durant les fouilles au XIXe siècle (Muséum de Toulouse) |  |  |

Selon Émile Cartailhac, le dolmen aurait été fouillé vers 1885 par Thomas Wilson, consul des États-Unis à Nice, mais la description que Wilson donne de l'édifice dans une lettre adressée à Cartailhac le 20 juin 1885 ne correspond pas au dolmen de Marie-Gaillard.
Quelques objets relatifs à cette fouille (une épingle métallique à palette circulaire, un tesson de poterie, une pierre calcaire perforée) sont conservés à Washington au Smithsonian Institution.